# Sobůlky
Sobůlky (in tedesco Sobulek) è un comune della Repubblica Ceca facente parte del distretto di Hodonín, in Moravia Meridionale.